# (4013) Ogiria
(4013) Ogiria est un astéroïde de la ceinture principale.

## Description
(4013) Ogiria est un astéroïde de la ceinture principale. Il fut découvert le 21 juillet 1979 à Naoutchnyï par Nikolaï Tchernykh. Il présente une orbite caractérisée par un demi-grand axe de 3,16 UA, une excentricité de 0,17 et une inclinaison de 0,6° par rapport à l'écliptique.

## Compléments